# Povijest Danske
Povijest Danske je povijest Danaca i prostora kraljevine Danske od prapovijesti do danas.

## Drevna povijest
Danska je naseljena još od paleolitika, a s pojavom poljodjelstva u neolitiku (oko 4000. pr. Kr.) krčenje stjenovita područja osiguralo je materijal za gradnju ogromnih kamenih spomenika (megalita) koji se javljaju na sjeveru današnje Danske: 
- rudnici kremena (Bjerre, Hov, Alborg)
- grobnice sa sobama (Grǿnhǿj, Jordhǿj, Tustrup)

Oko 2300. pr. Kr. u Danskoj se javljaju vozila na kotačima i plugovi, ali i proizvodnja bakra koja poprima visok stupanj obrade. O tome najljepše svjedoče brončana Sunčana kola iz Trundholma koji pripada razdoblju iz oko 1400. – 1200. pr. Kr.
Oko 1000. pr. Kr. na cijeloj zapadnoj obali Jutlanda cvala je trgovina jantarom koji se izvozio u cijelu Europu.
Prije nego što su je nastanili Skandinavci, Danska je bila dom Keltima - što je potvrđeno otkrićima ritualnih močvarnih ubojstava i pogreba. Sredinom 5. st. s područja Danske iseljavaju se Angli i Juti (Germani), a useljavaju se Danci iz Skandinavije koji ratuju s tamošnjim Frizijcima. Najstarije dansko pismo potječe iz 7. stoljeća, kada je nastao i novi runski alfabet. Najstariji grad u Danskoj je Ribe iz 810. godine.

## Danelaw
U 8. stoljeću je franačko širenje u Friziju i Sasku izazvalo obrambene napade Danaca. Franci su u prvoj polovici 9. st. bili priseljini s Dancima sklopiti mnoge sporazume, uključujući i onaj o prelasku vodećih Danaca na kršćanstvo te o naseljavanju Vikinga na strateškim područjima s ciljem obrane isturenih područja Karolinškog Carstva. Naime, sve do 11. stoljeća Danci su bili poznati kao Vikinzi, koji su zajedno s Norvežanima i Šveđanima kolonizirali napadali i trgovali u svim dijelovima Europe.
U Skandinaviji su snažna kraljevstva nastajala u kaosu vikinških pohoda. Najznačajnija je bila pojava Danske pod vodstvom triju kraljeva: Gorm Stari (oko 940. - oko 958.), Harald Blåtand (danski: Modrozubi) (oko 958. – oko 986.), Sven Tveskæg (Rašljobradi) (oko 986. – 1014.). Harald je uspio uvjeriti Dance da prihvate kršćanstvo, politički se suprotstavio Nijemcima i doveo Norvešku pod svoj utjecaj. Sven se usredotočio na Englesku, iz koje je dobivao golem danak (danski novac Danegeld).
Danci su se još u 9. st. naselili u istočnoj Angliji, Midlandsu, te sjeverno od rijeke Humber (876.). Danska vlast u Engleskoj je bila poznata kao Danelaw (York, Mercija i Istočna Anglija) i Danci su dali snažan skandinavski karakter običajima i imenima mjesta na tom području. Englezi su u 10. stoljeću zauzeli Danelaw i posljednji vikinški vladar u Yorku, Erik Krvava Sjekira, poginuo je u bitci 954. godine. U Škotskoj je vikinška grofovija Orkney do 1000. god. obuhvaćala veći dio planinskog područja i otoke, i tek je u 15. st. Danska vratila otočje Orkney i Shetland Škotskoj.

## Dansko kraljevstvo
Danska u 10. st. postaje snažno kraljevstvo koje je ostvarilo punu državnost na tradicijama latinskog kršćanstva, a za vrijeme Knuta Velikog (1014. – 1033.) i središte Anglo-skandinavskog carstva. Knut je vladao kraljevstvom koje se rasprostiralo od sjeverne Norveške (od 1028.) preko Danske do La Manchea. U 10. i 11. stoljeću u Danskoj su se razvili gradovi, neki na temelju prijašnjih trgovačkih središta iz 8. i 9. stoljeća, kao što su Ribe i Haithabu. Sagrađen je i znatan broj nizova utvrda – uključujući barem dio Danevirkda (utvrđena južna granica) te utvrde u Traelleborgu, Odensu, Fyrkatu i Aggersborgu.
Od Danske se uskoro odcjepljuju Norveška i Engleska, a Knut IV. (1080. – 1086.) bio je posljednji danski kralj koji je planirao osvajanje Engleske. God. 1184. Knut VI. porazio je slavensku flotu i proširio se na područja baltičkih Slavena (prozvao se „kraljem Danaca i Slavena“). Za njegova sina Valdemara II. osvojena je Estonija (1219.) i nanesen je težak udarac njemačkoj kolonizaciji na Baltiku. Nakon poraza kod Bornhöveda (1227.) uslijedilo je doba hanzeatskih gradova u trgovini s danskim područjem. God. 1370. Danska se obvezala priznati sve povlastice hanzeatskih gradova te da svoje vladare neće birati bez pristanka Hanze.
God. 1397. Margareta I. Velika (kći danskog kralja Valdemara IV. i supruga norveškog kralja Hakona VI.) je labavom Kalmarskom unijom stekla vlast nad Danskom, Norveškom i Švedskom (do 1523.). One ipak nisu bile trajno ujedinjene i jaka aristokracija je još uvijek imala premoć.
Za Margaretina nasljednika Erika VII. Izgubljen je Schleswig (danski: Slesvig). Nakon Erikova povlačenja, na dansko prijestolje s Kristijanom I. (1448. – 1481.) dolazi dinastija Oldenburg, koja je vladala do 1863. Početkom 16. st. iz Kalmarske unije istupa Švedska, a Norveška ostaje do 1814. Za Kristijana II. Okrutnog (1513. – 1523.) dolazi do sukoba s hanzeatskim Lübeckom te je Kristijan svrgnut, a na dansko prijestolje je doveden njegov stric Fridrik I. U 17. st. danski vladari u nekoliko navrata bezuspješno ratuju protiv Švedske, a potkraj stoljeća stječu posjede u Zapadnoj Indiji.
U različitim dobima kralj Danske je vladao dijelovima Engleske i Irske, Norveškom, Švedskom, Finskom, Islandom, Francuskom, naročito Normandijom i dijelovima Djevičanskih otoka, Trankebarom u Indiji, dijelovima obala Baltičkog mora i današnjom sjevernom Njemačkom.

## Borbe za Baltik
Do 1500. god. Danska je kontrolirala obje strane Sounda, uskog prolaza u Baltik, što joj je omogućilo da nametne vozarinu na svu robu koja je tuda prolazila. Ta je unosna trgovina izazvala jaka suparništva i nakon 1500. god. niti jedna sila nije imala dovoljno snage da nadzire Baltik i tgovinu na njemu.
Nakon što je zauzela Reval i Estoniju, Švedska se uključila u nordijski sedmogodišnji rat s Danskom (1563. – 1570.), u kojemu je Danska nastojala obnoviti Kalmarsku uniju, a Švedska je željela proširiti svoje uporište na Sjevernom moru kod Älvsborga, na mjestu budućeg grada Göteborga.
U Kalamarskom ratu protiv Švedske (1611. – 1613.), Danska je uspjela osvojiti Älvsborg, no nije bila u stanju osigurati prednost i morala se zadovoljiti kontrolom Sounda i vratiti Älvsborg za veliku otkupninu.
God. 1618. Dansko Baltičko carstvo (Danska-Norveška) u kojemu je Norveška priznavala Dansku vlast, držalo je švedsku zapadnu obalu (pokrajine Bohuslän, Halland i Skanen). U užasnom ratu sa Švedskom (1643. – 1645.) Danska je izgubila područja na sjeveru (Jämland, Härjalden, Ösel i Gotland). Mirom u Brömsebrou 1645. Danska je bila prisiljena odreći se i Hallanda, što je značilo početak danskog gubitka kontrole nad strateški važnim Soundom.
Vestfalskim mirom 1648. god., kojim je okončan Tridesetogodišnji rat, Danska je izgubila Holstein koje je pripalo Svetom Rimskom Carstvu.
Danski kralj Fridrik II. je, željan osvete, iskoristio švedsku umiješanost u Poljskoj za vrijeme Drugog sjevernog rata i 1657. god. pokušao vratiti Halland, izgubljen 1645. god. Švedski kralj Karlo Gustav X. (vladao od 1654. – 1660.) odgovorio je brzim premještanjem iz švedskih posjeda u Njemačkoj u Jutland. Potom je iznenadio Dance prešavši preko zaleđenog Baltičkog mora do otoka Funena i izravno zaprijetio Kopenhagenu, čime je prisilio Fridrika da prihvati ponižavajući Roskildski mir. Mirom u Roskildu u ljeto 1658. god. Švedska je dobila Skåne, Blekinge, Bohuslän, Trondheim i Bornholm, a potvrđeno je i posjedovanja Hallanda. Švedski kralj Karlo je donio ishitrenu odluku da u proljeće 1659. ponovno napadne Dansku, što je dovelo do dansko-niozozemskog savezništva, pobune u Scaneu i pobjede Danske na Funenu 1659. god. Ujedinjene pokrajine, Engleska i Francuska, bojeći se švedske dominacije na Baltiku, podržale su Dansku. Nakon smrti Karla Gustava X. (1660.) borbe su prestale, a mirom u Kopenhagenu Danskoj su vraćeni Trondheim i otok Bronholm, ali Danska više nije imala punu kontrolu nad Soundom.
Danska se udružila s Brandenburgom i započela tkz. Skanijski rat (1676. – 1679.) i Šveđani su zadržali svoja uporišta samo zahvaljujući upletanju francuskog kralja Luja IV.
Danska, Saska i Rusija su sklopile savezništvo i 1700. god. napale Švedsku započevši Veliki sjeverni rat (1700. – 1721.). Nakon Karlova poraza na Poltavi (1709.) Danska se, s Brandenburgom, Pruskom i Hannoverom, pridružila Rusiji u borbi za baltičko carstvo. Do 1721. god. Danska stječe Schleswig, a Rusija postaje najmoćnijom silom u baltičkoj regiji.

## 18. i 19. stoljeće
U 18. stoljeću započinje danska kolonizacija Grenlanda, zabilježen je znatan gospodarski napredak, a za Kristijana VII. (1766. – 1808.) doneseno je, u duhu prosvjetiteljstva, niz reformi (ukidanje kmetstva). Natojeći ostati neutralna tijekom napoleonskih ratova, Danska je došla u sukob s Engleskom (1801. uništena je danska flota, a 1807. bombardiran je Kopenhagen), a mirom u Kielu morala se odreći Norveške i Helgolanda. Službeno je savez s Norveškom raskinut 1814. godine, kada je Norveška ušla u novi savez sa Švedskom (do 1905.).
Razdoblje gospodarskog prosperiteta nastupilo je u vrijeme Kristijana VIII. (1839. – 1848.). Danski liberalni i nacionalni pokret postao je značajan 1830-ih godina i poslije europskih revolucija 1848. godine Danska postaje ustavna monarhija 5. lipnja 1849. god.
Danska je osnovala carinsku uniju s pokrajinama Schleswig-Holstein 1853. god. No, poslije Drugog šlezviškog rata, mirom u Beču 1864. godine, Danska je bila prisiljena ustupiti pokrajinu Schleswig-Holstein Pruskoj, što je bio posljednji poraz koji je ostavio duboke tragove u danskom nacionalnom identitetu. Poslije ovoga Danska je usvojila politiku neutralnosti, zbog čega ostaje neopredijeljena u Prvom svjetskom ratu.

## 20. stoljeće
Zbog poraza Njemačke, tijekom sklapanja sporazuma u Versaillesu, Danskoj je ponuđeno vraćanje pokrajine Schleswig-Holstein. Bojeći se Njemačke odmazde ona je odbila prihvatiti vraćanje Holsteina i inzistirala je na plebiscitu o povratku Schleswiga. Godine 1920., kao rezultat plebiscita, sjeverni Schleswig vraćen je Danskoj.
Usprkos neutralnosti Danska je napadnuta od strane Njemačke (Operacija Weserübung), 9. travnja 1940. godine. Iako u početku sa samostalnom vlašću (koja je završila 1943. zbog rastućeg otpora), Danska je ostala okupirana tijekom cijelog Drugog svjetskog rata.
Poslije rata Danska je postala jedan od osnivača NATO-a (1949.), i pristupa Europskom vijeću. Za koalicijske vlade Erika Eriksena (1950. – 1953.) usvojen je novi ustav (1953.) kojim je uveden jednodomni parlamentarni ustav. God. 1973. Danska se, nakon referenduma prethodne godine, pridružila EEZ-u (kasnije EU).
Od 1972. god. Na danskom prijestolju je kraljica Margareta II., kći kralja Fridrika IX. God. 1979. Grenland stječe široku samoupravu.